# 1028

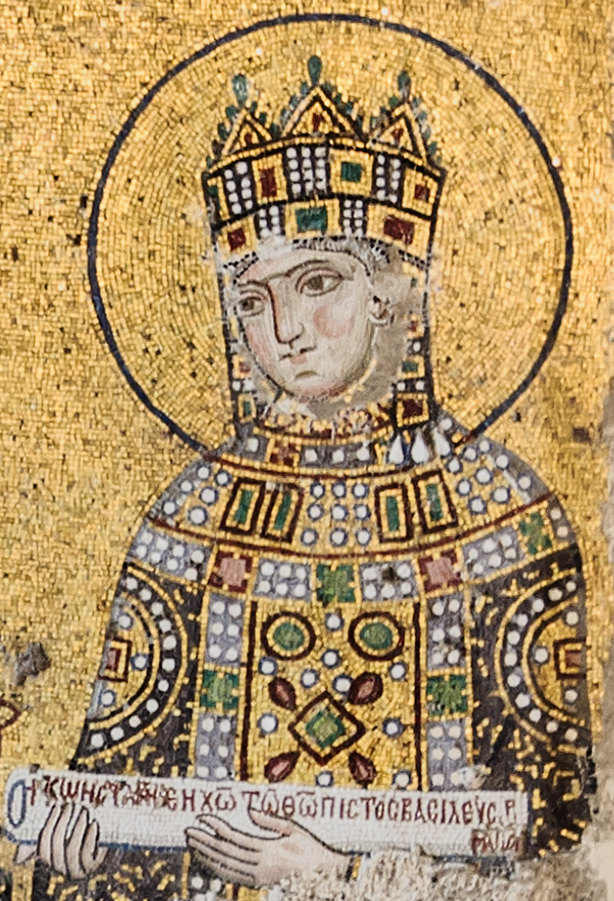
Mozaïek van keizerin Zoë Porphyrogenita

Kaart met gebieden onder Knoet de Grote

Het jaar 1028 is het 28e jaar in de 11e eeuw volgens de christelijke jaartelling.

## Gebeurtenissen

### Byzantijnse Rijk
- 11 november - Keizer Constantijn VIII overlijdt in Constantinopel na een regeerperiode van 3 jaar. Op zijn sterfbed, en zonder mannelijke erfgenaam, regelt hij dat zijn oudste dochter, Zoë Porphyrogenita, hem opvolgt en trouwt met de Byzantijnse edelman en stadscommandant Romanos III (Argyros). Romanos zelf nog getrouwd, wordt gedwongen zijn huwelijk te laten ontbinden of anders worden als represaille zijn ogen uitgestoken.[1]
- 15 november - Zoë Porphyrogenita neemt de troon van haar wijlen vader Constantijn III over als keizerin-gemalin. Haar echtgenoot, Romanos III (Argyros) wordt heerser van het Byzantijnse Rijk. Hij verlicht de druk van hoge belastingen voor de aristocratie, die de financiën van de staat ondermijnt. De combinatie van lagere belastinginkomsten en de rekrutering van minder lokale troepen, heeft ernstige gevolgen op de lange termijn.[2]

### Europa
- 14 april - De 9-jarige Hendrik III ("de Vrome"), de enige zoon van keizer Koenraad II ("de Saliër"), wordt in de Dom van Aken door aartsbisschop Pilgrim tot medekoning van Duitsland gekroond.[3]
- 7 augustus - Koning Alfons V ("de Nobele") wordt gedood door een pijl terwijl hij de Portugese stad Viseu belegert. Hij wordt opgevolgd door zijn 11-jarige zoon Bermudo III als koning van León.[4]
- Zomer - Boudewijn IV ("met de Baard"), graaf van Vlaanderen, regelt het huwelijk van zijn 15-jarige zoon Boudewijn met Adela van Mesen, een dochter van koning Robert II ("de Vrome").[5]
- Boudewijn IV ("met de Baard") verslaat bij Oudenaarde zijn zoon Boudewijn, die tegen hem in opstand is gekomen. Hij en zijn vrouw Adela van Mesen moeten vluchten naar Normandië.
- Herfst - Burchard II ("de Kale"), graaf van Vendôme, overlijdt tijdens een pelgrimstocht. Hij wordt opgevolgd door zijn moeder Adelheid en zijn broer Fulco van Vendôme ("de Gans").

### Engeland
- Zomer - Koning Knoet II ("de Grote") vertrekt met een Vikingvloot (ongeveer 50 schepen) vanuit Engeland naar Noorwegen. Hij verslaat zijn rivaal, Olaf II ("de Heilige"), welke weet te vluchten naar zijn zwager Jaroslav I ("de Wijze") in Novgorod. Knoet wordt uitgeroepen tot alleenheerser van Engeland, Denemarken, Noorwegen en een deel van Zweden (bekend als het Scandinavische Rijk).[6]

### Religie
- Eerste schriftelijke vermeldingen van de steden Amersfoort en Soest.

## Geboren
- Burchard II, Duits geestelijke en bisschop (overleden 1088)
- Robert van Molesme, Frans kloosterstichter (overleden 1111)
- Willem de Veroveraar, koning van Engeland (overleden 1087)

## Overleden
- 6 april - Willem IV (Taillefer), Frans edelman en graaf
- 10 april - Fulbert van Chartres, Frans leraar en bisschop
- 11 mei - Landerik van Nevers, Frans edelman en graaf
- 7 augustus - Alfons V ("de Nobele"), koning van León
- 11 november - Constantijn VIII, Byzantijns keizer
- Burchard II ("de Kale"), Frans edelman en graaf